# ليلى غاندي
ليلى غاندي (من مواليد 26 يوليو 1980)، هي مصورة وصحفية مغربية.

## حياتها المبكرة
ولدت غاندي في الدار البيضاء عام 1980، وهي ابنة أمل علمي وعلي غاندي، المدير العام السابق للجمعية المغربية لصناعة الأدوية (توفي في 13 مارس 2010). بدأت تعليمها في مدرسة تيوفيل غوتييه الابتدائية في حي المعاريف، ثم انتقلت إلى ثانوية ليوطي في الدار البيضاء لإكمال تعليمها الثانوي في عام 1991. بعد أن حصلت على شهادة البكالوريا من ثانوية ليوطي في عام 1998، التحقت بمدرسة BEM للإدارة في بوردو، حيث درست الأعمال الدولية من 1998 حتى 2002. في عام 2004، حصلت على درجة الماجستير في العلوم السياسية من معهد العلوم السياسية في باريس، تخصص التسويق الاستراتيجي في السياسة. شاركت خلال دراستها في المعهد بين عامي 2002 و2004 في برنامج تبادل أكاديمي مع جامعة بورتسموث، وحصلت على شهادة في الأعمال والإدارة الأوروبية.

## المسيرة المهنية

### سجلات الصين
في عام 2003، سافرت غاندي إلى الصين، وفي العام التالي عادت للعمل في مركز التدريب الفرنسي الصيني في بكين، برعاية سفارة فرنسا في الصين لمشروع أوروبي. بعد هذه التجربة، قررت غاندي نشر ملاحظاتها في كتاب صدر في ديسمبر 2006 بعنوان "وقائع من الصين"، من خلال دار نشر الدار البيضاء "ليلى شاوني" (Le Fennec). كتب المقدمة لهذا الكتاب الأستاذ دومينيك رينييه، الذي كان معلمها في معهد العلوم السياسية في باريس. ولتمويل نشر العمل، حصلت غاندي على منحة مالية من خدمة التعاون والعمل الثقافي في سفارة فرنسا في المغرب.
في عام 2008، كانت غاندي عضوًا في لجنة تحكيم مهرجان الفيلم الدولي الثاني عشر للمغامرة والاكتشاف في فال ديزير. وفي نفس العام، فازت بجائزة "النجاح في المجال النسائي" في قصر لوكسمبورج في باريس، التي سلمتها لها وزيرة الدولة الفرنسية للسياسة الحضرية فضيلة عمارة. قالت عمارة في كلمتها: "أنا متأثرة للغاية وسعيدة جدًا بمنحك هذه الجائزة لأنك تمثلين بالضبط أسلوب المرأة الحرة والحديثة التي يجب أن توجد في جميع أنحاء العالم". في عام 2009، حصلت غاندي أيضًا على جائزة أدبية من الوكالة الأمريكية للتنمية الدولية (USAID) عن كتابها.

### رحلات مع ليلى غاندي
بين عامي 2012 و2016، قدمت غاندي برنامجًا يحمل اسمها على قناة 2M TV بعنوان Voyages avec Leila Ghandi (رحلات مع ليلى غاندي)، الذي كان يُبث شهريًا في وقت الذروة، ضمن البرنامج الوثائقي Des Histoires et des Hommes.
البرنامج هو سلسلة من الأفلام الوثائقية التي تركز على السفر، حيث تبرز ثقافة وأسلوب حياة كل بلد من خلال قصص إنسانية. تحاول غاندي خلال رحلاتها تجربة الطعام والعيش مع السكان المحليين.
وفي عام 2013، أثناء رحلتها إلى فلسطين، التقت بعدد من الشخصيات البارزة مثل ميشيل وارشاوسكي ومحمود عباس، حيث أجرت مقابلة مع الأخير في مكتبه في رام الله.
عرض برنامج رحلات مع غاندي في ثلاثة مواسم، واعتبارًا من يونيو 2016 عرضت 18 حلقة:
| الحلقة        | البلد                      | تاريخ البث      | القناة       |
| الموسم الأول  | الموسم الأول               | الموسم الأول    | الموسم الأول |
| ------------- | -------------------------- | --------------- | ------------ |
| 1             | تركيا                      | 25, مارس 2012   | دوزيم        |
| 2             | البرازيل                   | 29, ابريل 2012  | دوزيم        |
| 3             | غابات الأمازون             | 27, مايو 2012   | دوزيم        |
| 4             | السنغال                    | 24, يوليو2012   | دوزيم        |
| 5             | لبنان                      | 28, أكتوبر 2012 | دوزيم        |
| 6             | قالب:بيانات بلد جنوب كوريا | 25, نوفمبر2012  | دوزيم        |
| 7             | تنزانيا                    | 30, ديسمبر2012  | دوزيم        |
| الموسم الثاني |                            |                 |              |
| 8             | فيتنام                     | 27, يناير 2013  | دوزيم        |
| 9             | تونس                       | 24, فبراير 2013 | دوزيم        |
| 10            | الأرجنتين                  | 26, مارس 2013   | دوزيم        |
| 11            | فلسطين                     | 28, ابريل2013   | دوزيم        |
| 12            | بلجيكا                     | 26, مايو2013    | دوزيم        |
| الموسم الثالث |                            |                 |              |
| 13            | مصر (القاهرة)              | 3, يناير 2016   | دوزيم        |
| 14            | النرويج                    | 7, فبراير2016   | دوزيم        |
| 15            | أسبانيا (مدريد)            | 6, مارس2016     | دوزيم        |
| 16            | الأردن                     | 3, ابريل 2016   | دوزيم        |
| 17            | البوسنة                    | 1, مايو 2016    | دوزيم        |
| 18            | فرنسا (باريس)              | 5, يونيه 2016   | دوزيم        |

## حياتها الشخصية
وفقًا لمجلة TelQuel، كان راتب ليلى غاندي حوالي 20000 درهم شهريًا (ما يعادل 2000 دولار أمريكي).
وفي عام 2000، أثناء جولة مغنية الجاز دي دي بريدجووتر في فرنسا، رافقت غاندي الفرقة كراقصة وعازفة إيقاع. كما أنها عضو في المجموعة البرازيلية باتالا.
بين 3 و8 مايو 2015، شاركت غاندي مع عشرين امرأة في برنامج بعنوان "النساء والسلطة: القيادة في عالم جديد"، الذي نظمته كلية جون ف. كينيدي للحكومة بجامعة هارفارد.

## المعارض
في ديسمبر 2005، قدمت ليلى غاندي بعض العينات من أعمالها في دير سان جيرمان دي بري في باريس.
أثناء رحلتها إلى الصين، التقطت غاندي أول سلسلة لها تحت عنوان "الصين الخالدة: الصين في زمن آخر"، والتي عُرضت في معرض *لوسيرنير* في باريس في يناير/فبراير 2006. وفي أبريل 2006، تم عرض نفس السلسلة في معرض آرت لاونج في بيروت، تحت اسم "الصين الخالدة والروحانية، صور التبت".
في يناير 2007، شاركت غاندي مع أربعة مصورين آخرين في معرض "نظرات مغربية إلى العالم"، الذي أقيم في كنيسة القلب المقدس في الدار البيضاء.
في عام 2011، فازت غاندي بالجائزة الأولى لمسابقة التصوير الفوتوغرافي الاحترافي التي نظمتها الاتحاد الأوروبي والاتحاد الأفريقي تحت عنوان "الجمال الأفريقي في جميع دوله"، حيث تم تمثيلها في شمال أفريقيا. كما عُرضت صورها في مقر اللجنة الاقتصادية لأفريقيا التابعة للأمم المتحدة في أديس أبابا، وفي قاعة أفريقيا، والتحالف الفرنسي خلال القمة السادسة عشرة للاتحاد الأفريقي في يناير 2011.
وفي مارس/أبريل 2012، عرضت غاندي عملها الفوتوغرافي "Vies à vies" في معرض الفنون CDG في الرباط.

## جوائز
- جائزة يوروميد للحوار بين النساء، والتي سلمتها إياها فضيلة عمارة في قصر لوكسمبورج (2008).
- الجائزة الأدبية من الوكالة الأمريكية للتنمية الدولية (2009).
- جائزة قائد الرأي من منظمة البحث عن أرضية مشتركة (2010).
- جائزة المرأة المتميزة من مرسيليا بروفانس (2012).
- جائزة الصحفي المتوسطي من مؤسسة آنا ليند للحوار بين الثقافات الأورومتوسطية (2013).
- وسام فارس الفنون والآداب (2014).